# 田村寛一
田村 寛一（たむら かんいち、1842年10月23日〈天保13年9月20日〉- 1899年〈明治32年〉3月4日）は、幕末の長州藩士、明治期の大日本帝国陸軍軍人。最終階級は陸軍中将。

## 経歴
長門国阿武郡萩城下（現山口県萩市）で長州藩士の家に生まれた。江戸に遊学し江川英龍の江川塾で砲術を学び、帰藩して萩調製方に出仕した。四境戦争、戊辰戦争に従軍した。
1871年（明治4年）御親兵として上京。佐賀の乱、西南戦争に従軍した。
1885年（明治18年）5月、参謀本部副官に就任。1886年（明治19年）5月、歩兵第6連隊長となり、1888年（明治21年）11月、陸軍歩兵大佐に昇進。近衛歩兵第1連隊長、陸軍省人事課長を歴任し、1894年（明治27年）10月、陸軍少将に進み歩兵第8旅団長に就任。日清戦争に出征したが、大連に到着時点で講和となった。
台湾守備混成第2旅団長、近衛歩兵第2旅団長を経て、1898年（明治31年）10月、陸軍中将に進み初代第12師団長に親補され、在任中に死去した。

## 親族
- 三男 田村寛貞（音楽学者）[6]